# Нашвил
 Тази статия е за града в САЩ.  За американския филм вижте Нашвил (филм).  
Нашвил (на английски: Nashville) е столицата и вторият по големина град на щата Тенеси в Съединените американски щати след Мемфис. Намира се в окръг Дейвидсън.
Има население от 575 261 жители (2005) и обща площ от 1362,5 km². Разположен е на 182 m надморска височина в Нашвилската котловина.
Градът носи името на генерал Франсис Наш (1742 – 1777).

## Известни личности
Родени в Нашвил
- Джеф Джарет (р. 1967), кечист
- Майли Сайръс (р. 1992), певица и актриса
- Кити Уелс (1919 – 2012), певица

Починали в Нашвил
- Рой Акъф (1903 – 1992), музикант
- Осуалд Ейвъри (1877 – 1955), лекар
- Джони Кеш (1932 – 2003), музикант
- Марти Робинс (1925 – 1982), музикант
- Кити Уелс (1919 – 2012), певица